# Сарытау (Восточно-Казахстанская область)
Сарытау (каз. Сарытау, до 1992 г. — Платово) — упразднённое село в Куршимском районе Восточно-Казахстанской области Казахстана. Входило в состав Маралдинского сельского округа. Ликвидировано в 2007 году.

## Население
По данным переписи 1999 года, в селе проживало 94 человека (52 мужчины и 42 женщины).